# Zelin Mrzlovodički
Zelin Mrzlovodički – wieś w Chorwacji, w żupanii primorsko-gorskiej, w gminie Lokve. W 2011 roku liczyła 16 mieszkańców.